# Nogáll János
Nogáll János (Győr, 1820. június 24. – Nagyvárad, 1899. július 19.) bölcseleti és teológiai doktor, nagyprépost, hittanár, fölszentelt püspök, tankönyvíró. Nogáll Károly testvéröccse.

## Életútja
Középiskoláit szülővárosában kiváló eredménnyel végezte. Költői tehetségének korai termését ünnepélyeken szavalták. Az esztergomi főegyházmegye növendékpapjaként a bölcseleti tudományokat Nagyszombatban, a hittaniakat Pesten a központi papneveldében hallgatta. Közben a hazai és külföldi irodalmat is tanulmányozta és a pesti magyar novíciusok iskolájának tagja, az utolsó tanévben elnöke volt. 1843. július 15-én áldozópappá szentelték, majd azonnal felvételt nyert a Religio és Nevelés vallási folyóirat szerkesztőségébe. 1845-ben a pesti papnevelő lelki igazgatójává nevezték ki.
1849-től 1852-ig a pesti egyetemen az egyházi hitszónoki és bölcseletkar hittanára volt. A Szent István Társulat működésének kezdetén, abban is buzgón részt vett. Fő tevékenységi köre a központi papnevelőben a hazai fiatal papság szellemi és egyházi nevelése, és a főváros vallási életének felélesztése volt. 1853-ban a bécsi Augustineum lelki igazgatója és a császár udvari káplánja lett. 1857-ben nagyváradi kanonok és ugyanott a papnevelő rektora, 1858-ban egyházmegyei tanfelügyelő, 1863-ban címzetes apát, 1873-ban főesperes és a Osztrák Császári Lipót-rend lovagja, 1878-ban pápai prelátus lett. 1880-ban püspökké szentelték. Több ízben káptalani helynök, 1884-ben a középiskolai hittanárokat vizsgáztató bizottság és 1888-ban a helyi zsinati vizsgabizottság elnöke, 1892-től váradi nagyprépost volt. Ugyanebben az évben ünnepelték 50 éves írói jubileumát. Aranymiséjét 1893-ban celebrálta.
Aszkétaéletet élt, tekintélyes jövedelmeit szétosztotta a szegények között, sőt sürgős esetben személyesen vitte el a segélyt, amiért nagyon népszerű volt. Ő alapította a váradi Szent Vince Intézetet, amelyben többnyire szegény árva leányok és kisebb fiúgyermekek százai kaptak ellátást. A Budapesti Philologiai Társaság és a Szigligeti Társaságnak dísztagja és Nagyvárad díszpolgára volt.
Kőnyomatos arcképét Barabás Miklós rajzolta meg, 1854-ben J. Rauch Bécsben nyomatta ki.

## Írásai
Cikkei a Religio és Nevelésben (1844. Szózat a franczia irodalomból a kereszténység és polgárosodás iránt, 1845. Bellarmin és Möhler); a Literaturai Lapokban (könyvismertetések); a Családi Lapokban (1858. A keresztény hitélet mivolta, 1859. Gondolatok az imádságról, Isten országa); az Irodalmi Értesítőben (1875. Káté-ügy); a Religióban (1876. Egyik legújabb pályamunkánk, Kateketikai különlegességek).

## Munkái
- Die Mutter der Barmherzigkeit zu Rimini. Nach authentischen Quellen erörtert und herausgegeben von einem kath. Priester. Pest, 1850 (2. kiadás)
- Jézus az én üdvösségem az Oltári-Szentségben. Függelékül minden kath. imádságos könyvhez. Pest, 1850
- Szent-kilenczed a bold. Szűz szeplőtelen szivéről. Pest, év n. (2. kiadás. Pest, 1851)
- Szentek tudománya. Kalauzul az egyházi rend növendékeinek és paptársainak emlényül… Pest, 1851, három kötet
- Einige Gebiete an die göttliche Fürsehung für andächtige Christen. Pest, 1851
- Lelkiismeret tüköre, az Isten és anyaszentegyháza parancsolatainak világánál. Pest, 1850. A szent gyónás felőli tanulságokkal bőv. 2. kiadás. Pest, 1851. és Nagyvárad, 1862. (Németül. Pest, 1851)
- Kalauz a keresztény hitélet és istenességre. Függelékül minden kath. imádságos könyvhez. 16 képpel. 1851, Jó és olcsó könyvkiadó társulat, Pest
- Sacerdotis secundum Cor Jesu Meditationes per cyclum unius mensis dispositae. Cum selectis ad St. Altaris Sacramentum orationibus. Pest, 1851
- A keresztény vitézek paizsa. Tábori imádságoskönyv magyar hadi vitézek számára. Ujból átdolgozott és bőv. 2. kiad. Pest, 1852 (3. k. Pest, 1856)
- Tavaszirány. Imádságos-könyv a ker. ifjúság számára, különös tekintettel sz. Alajos tiszteletére. Buda, 1852
- Pilgerreise nach Heilsburg. Reisebilder aus dem Gebiete des inneren Lebens, nach einer spanischen Urkunde in neuer Form ausgearbeitet von Jakob Koller. Pest, 1852
- Kirchliche Glaubensleuchte. Beleuchtung der gottesdienstlichen Gebräuche und Feste der kath. Kirche… von Josef Messner Volkslehrer. Pest, 1852
- Észrevételek a lelkipásztorságról, jelesül a falusi népet tekintőleg. Buda, 1852 (Jaisz Egyed után szabad átdolgozással)
- Magyar nagy Officium, avagy Isten imádására, Nagyasszonyunk és minden szentek tiszteletére szánt különféle ájtatosságok gyakorlatai. Újólag átnézett és megbővített kiadás. Buda, 1853
- Swäty Dewiatník o neposskwrnenom srdci bl. panny Marie. Buda, 1854
- Vademecum sacerdotale. Meditationes ante et post sacrum Missae sacrificium per cyclum unius mensis. Viennae, 1854 (2. kiadás. Nagyvárad, 1862. Ujabb kiadása. Nagyvárad, 1893. Ism. M. Állam 252. sz.).
- Magyar nyelvtan három tanfolyamban, született magyarok számára. Vezérül tanodai használatra. Nagyvárad, 1861 (3. újra átdolg. kiadás. Nagyvárad, 1862)
- Az egyház történelme dióhéjban (Kéziratul 3. átdolg. k. Gyula, 1871, Nagyvárad, 1861)
- Egyházi szertartások magyarázatja. Nagyvárad, 1861 (2. k. Nagyvárad, év n. 3. k. Pest, 4. k. Pest, 1863, 5. k. Eger, 1864)
- Magyar nyelvtan dióhéjban született magyarok számára. Nagy-Várad, 1861 (4. kiadás. Nagy-Várad, 1862)
- Pócsi Nefelejts. Nagy-Várad, 1862
- Boldogasszony gyöngykoszorúja. Nagy-Várad, 1862 (2. kiadás)
- Keresztény hitélet csarnoka. Nagy-Várad, 1862
- Magyarország történelme dióhéjban. Nagyvárad, 1862 (7. k. Eger, 1868)
- Hitszózatok. Az Úr igéi a pap szivéhez. Olaszból. Pest, 1863
- Keresztény vezérczikkek. Pest, 1863. (2. kiadás. Nagy-Várad, 1892. Lelki-élet Könyvtára 1.)
- Kempis Tamás négy könyve Krisztus követéséről. Magyarrá tette. Pest, 1864 (2. k. Eger, 1881, 3. k. Bécs, 1884. Ism. Kath. Szemle 1892, M. Nyelvőr, 1892)
- Szent ereklyéink. (A magyar nemzet missiója). Egyházi beszéd szent István ünnepén. Buda, 1864
- Adalékok a Közép-katekizmushoz (Kéziratúl) Eger, 1865, két füzet
- Kegyelet kötelékei. Egyházi elmélkedés Nagy-Boldogasszony ünnepére az esztergomi székesegyházban 1865-ben. Pest, 1865
- Szent halmok. Elmélkedések az Olajfák hegyén, Táborhegyen és Golgothán. Pest, 1865
- Magyar nyelvtan szemléltetőleg. Pest, 1865
- Liguari sz. Alfonz három könyve az Oltári szentségről. Pest, 1866 (Több kiadást ért)
- Boldogasszony követéséről. Négy könyv. Pest, 1867
- Szent kilenczed szent Terézia tiszteletére. Eger, 1869
- Liliomszálak a b. Szűz tiszteletére. Eger, 1871
- Az életkérdés. Elmélkedés 1872. Szilveszter estéjén. Eger, 1873
- Katechetikai különlegességek és Járulékok a «Katechetikai különlegességek»-hez, melyek a Religio 1873. évf. megjelentek. Bpest, 1874 (Különnyomat)
- Elemi-, kis, közép és nagy káték. I-VI. tanfolyam. Nagyvárad, 1875 (Sok kiadást ért)
- Egyházi szertartások magyarázata. Nagyvárad, 1875 (Különnyomat a közép Kátéból)
- Egyházi történelem rövid foglalatja. Nagyvárad, 1875 (Különnyomat a nagy Kátéból)
- A keresztény hitrendszer. Tankönyvül gymnasiumok és reáltanodák négy alsó osztályára. Nagyvárad, 1875–76. Négy rész (I. A keresztény hitről viszonyban az emberiség Megváltójának tanítói-hivatalával az ő egyházában. II. A keresztény reményről… III. A keresztény szeretetről, 1875. IV. A keresztény hitrendszer az egyház történelmében, 1876)
- Emlények a magyar nyelvtanból. Született magyarok számára. Négy tanfolyamban. Nagyvárad, 1876 (7. kiadás, 8. k. Nagyvárad, 1878)
- Emlények a földrajzból. Kétféle tanfolyamban. B.-Gyula, 1876 (4. kiadás)
- Az áldozás áldozatja. Ifjabb gróf Zichy Ferencz első szent miséje alkalmából, Boldogasszony szent olvasója napján. Nagyvárad, 1876
- Beati Petri Canisii «Summa Doctrinae Christinaea» consona cum Cathechismo Romano redactione usibus scholaribus et praesentis aevi indigentiis accomodata. 1876 (Előszava közölve Religio 1876. II. 32. sz.)
- Káté az egyházi-történelem rövid foglalatjával. Katholikus népiskolák számára. Nagyvárad, 1876. Hat tanfolyam. (I. II. Képes-Káté, III. IV. Közép-Káté, V. VI. Nagy-Káté. Ugyanez. B.-Gyula, 1877, 2. kiadás. Nagyvárad, 1885)
- Tükördarabok Nogall Kátéjából szemben Deharbe «magyar kátéjával». Riesz Gáspártól. Bpest, 1876
- Napraforgók. Elmélkedések a szeplőtelen szent Szűz és Jézus szentséges szivérül… (Kéziratúl)
- Boldogasszony követése. Pest, 1865. (2. kiadás. Esztergom, 1881., 3. k. Bécs, 1884)
- Tiszt. Skupuli Lőrincz Lelki harcza. Eger, 1880
- Az Úr angyala. Nagyvárad, 1882. (31 elmélkedés B. Sz. Máriáról. 2. kiadás. Nagyvárad, 1892, Lelki-élet Könyvtára II.)
- Liliomszálak. «In laudem gloriae gratiae Dei». Békés-Gyula, 1882
- Szerafhangok szent Teréziától, Budapest, 1882. (Pazarúl kiállítva szent Teréz háromszázados jubileumára készült és az 1882. spanyolországi nemzetközi versenyen a második díjat nyerte, a Lelki Kincstár V. kötetében is megjelent. Nagy-Várad, 1882)
- A keresztény vallás tankönyve. Felső osztályok számára. Békés-Gyula, 1885 (2-ik kiadás)
- Boldogasszony követése. Békés-Gyula,1887.(Lelki kincstár az épületes irodalom remekeiből."A fordítás tulajdonjoga fenntartva s örökül a nagyváradi Szent-Vincze-intézetre átruházva"(Bécs.Holzhausen Adolf betűivel.))
- Szerkesztette a Der katholische Christ című lapot 1851. január 1-től 1852. március 4-ig (Kiadta Krotky József budavári káplánnal együtt)